# Leuna
Leuna – miasto w Niemczech, w kraju związkowym Saksonia-Anhalt, w powiecie Saale, położone w Saskim Zagłębiu Węglowym, nad Soławą.
31 grudnia 2009 w granicach administracyjnych miasta znalazły się następujące gminy: Friedensdorf, Günthersdorf, Horburg-Maßlau, Kötschlitz, Kötzschau, Kreypau, Rodden, Spergau Zöschen i Zweimen. Miasto zwiększyło swoją powierzchnię o 73,99 km², do tego czasu należało także do wspólnoty administracyjnej Leuna-Kötzschau.

## Współpraca
Miejscowość partnerska:
- Wesseling, Nadrenia Północna-Westfalia